# Эндрюс, Эрика
Э́рика Э́ндрюс (англ. Erica Andrews), урождённая — Ха́ттон (англ. Hutton; 30 сентября 1969, Нуэво-Ларедо, Тамаулипас, Мексика — 11 марта 2013, Чикаго, Иллинойс, США) — американская актриса и фотомодель. 

## Биография
Эрика Хаттон родилась 30 сентября 1969 года в Нуэво-Ларедо (штат Тамаулипас, Мексика) в семье Тэнди Эндрюс. Эрика позже переехала в штат Техас (США), но в последние годы жизни она проживала в Чикаго, штат Иллинойс.
Эрика начала свою карьеру в 1989 году. В 2004 году Эндрюс была названа «Miss Continental». В 2010 году она сыграла роль Эммы Грэшун в фильме «Ticked-Off Trannies with Knives».
Эрика умерла от лёгочной инфекции 11 марта 2013 года на 44 году жизни в Чикаго (штат Иллинойс, США).